# Malmö teknologförbund
Malmö Teknologförbund d.ä., MTF d.ä., bildades 1903 i Malmö som en kamratförening och sammanslutning av elever som är utexaminerade från Tekniska Elementarskolan, senare Högre Tekniska Läroverket, Tekniska Gymnasiet, och Pauliskolan.
Ursprunget kommer från 1853 då Sveriges första tekniska läroverk, Tekniska Elementarskolan, invigdes på Jakob Nilsgatan 19 i Malmö. Därefter blev skolan en ledande institution för teknisk utbildning i södra Sverige fram till mitten av 1990-talet då den tekniska utbildningen lades ner i samband med allmänna förändringar i gymnasieutbildningen. Den tekniska utbildningen återupptogs 2011 med snarlik inriktning som tidigare.
Malmö Teknologförbund delar i samband med skolavslutningarna ut Pangs Minnesbeta, stipendier till en eller flera elever som visat prov på gott kamratskap. Namnet Pang härstammar från smeknamnet på en legendarisk rektor, Fritz Montén, som bland annat värdesatte kamratskapet mycket högt.    
Malmö Teknologförbund d.ä., där ”d.ä.” står för ”det äldre” för avgångna elever och har tidigare har haft motsvarigheten d.y., det yngre, som motsvarat kåren på skolan under studenternas studietid.